# Fredrik Henrik af Chapman
Fredrik Henrik af Chapman (9. září 1721 Göteborg – 18. srpna 1808 Karlskrona) byl švédský lodní stavitel, vědec a důstojník Švédského námořnictva. V letech 1782 až 1793 zastával funkci ředitele loděnice hlavní švédské námořní základny v Karlskroně. Chapman je uznáván jako první lodní stavitel, který použil při konstrukci plavidel vědecký přístup a je považován za prvního lodního architekta.
Chapman je autorem Architectura Navalis Mercatoria (1768) a několika dalších pojednání o lodním stavitelství. Jeho Tractat om Skepps-Byggeriet (~ Pojednání o lodním stavitelství), publikovaný 1775, je průkopnické dílo moderní lodní architektury. Byl prvním lodním stavitelem v severní Evropě, který při stavbě lodí využil prefabrikáty a v Karlskroně dokázal stavět lodě v sériích a v (tehdy) rekordním čase.
Poté, co se převratem ujal vlády král Gustav III, byl Chapman roku 1772 povýšen do šlechtického stavu a psal se „af Chapman“.

## Mládí a počátky kariéry
Fredrik Henrik Chapman se narodil v Nya Varvet, v královské loděnici v Göteborgu, 9. září 1721. Jeho otec byl Thomas Chapman – anglický námořní důstojník, který se narodil roku 1679 v Yorkshire, roku 1715 se přestěhoval do Švédska a roku 1716 vstoupil do Švédského námořnictva. Fredrikovou matkou byla Susanna Colson, dcera londýnského loďaře Williama Colsona. Mladý Chapman projevil talent pro stavbu lodí, když nakreslil své první plány trupu podle kresby ostendské korzárské lodě, kterou mu dal vlámský loďař. Ve svých patnácti letech se roku 1736 Chapman vydal na moře a následující roky strávil prací v soukromých a státních loděnicích. Roku 1741, když pomáhal na stavbě španělské obchodní lodě, se mu podařilo vydělat dost peněz, aby mohl začít pracovat v Londýně jako lodní tesař v letech 1741 až 1744. Poté se vrátil do Göteborgu, kde spolu se švédským obchodníkem Baggem založil loděnici. Chapman a Bagge v ní postavili několik malých plavidel a poskytovali údržbu lodím Švédské Východoindické společnosti.

## Galerie

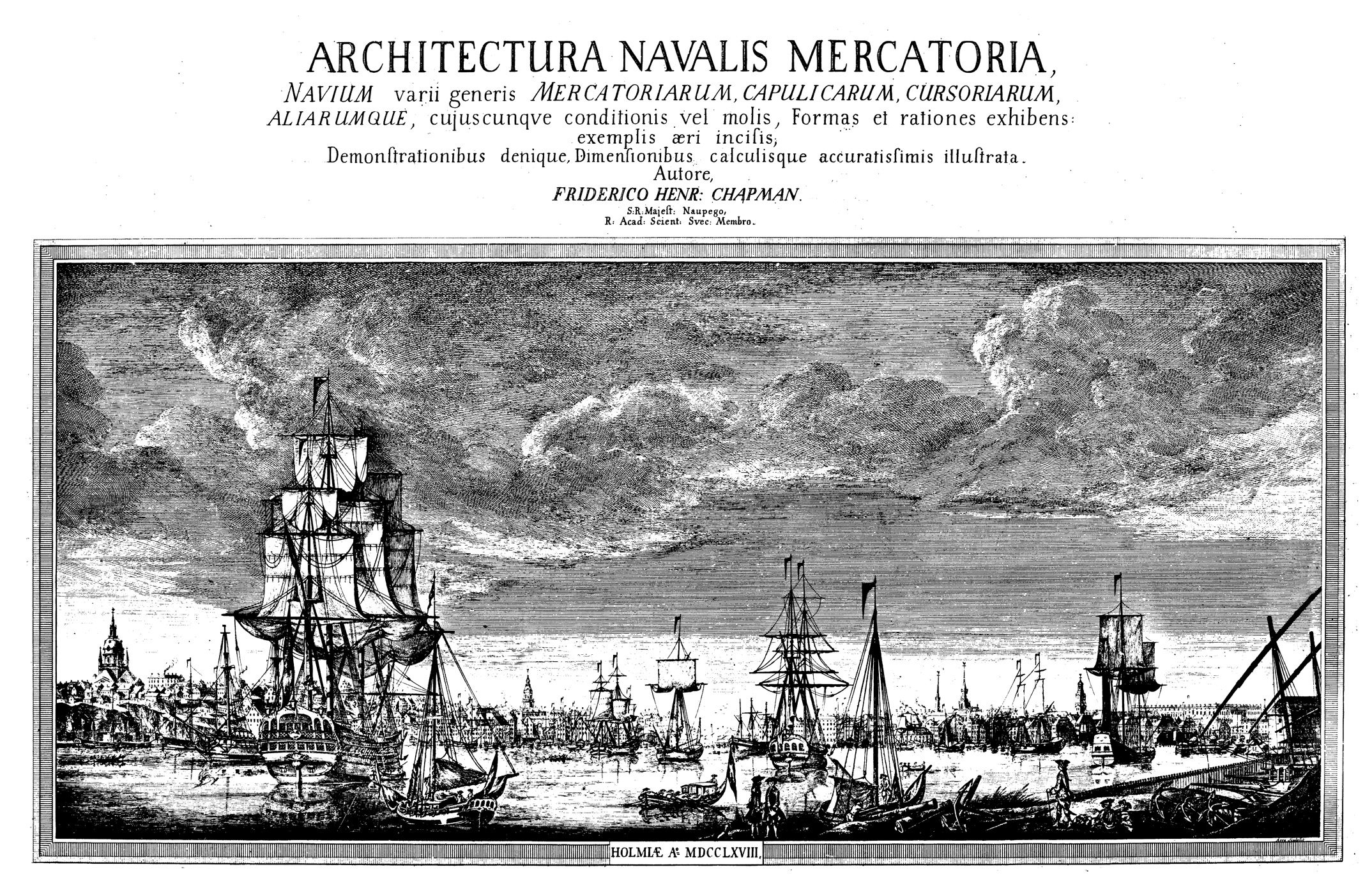
Titulní strana Architectura Navalis Mercatoria (1768)
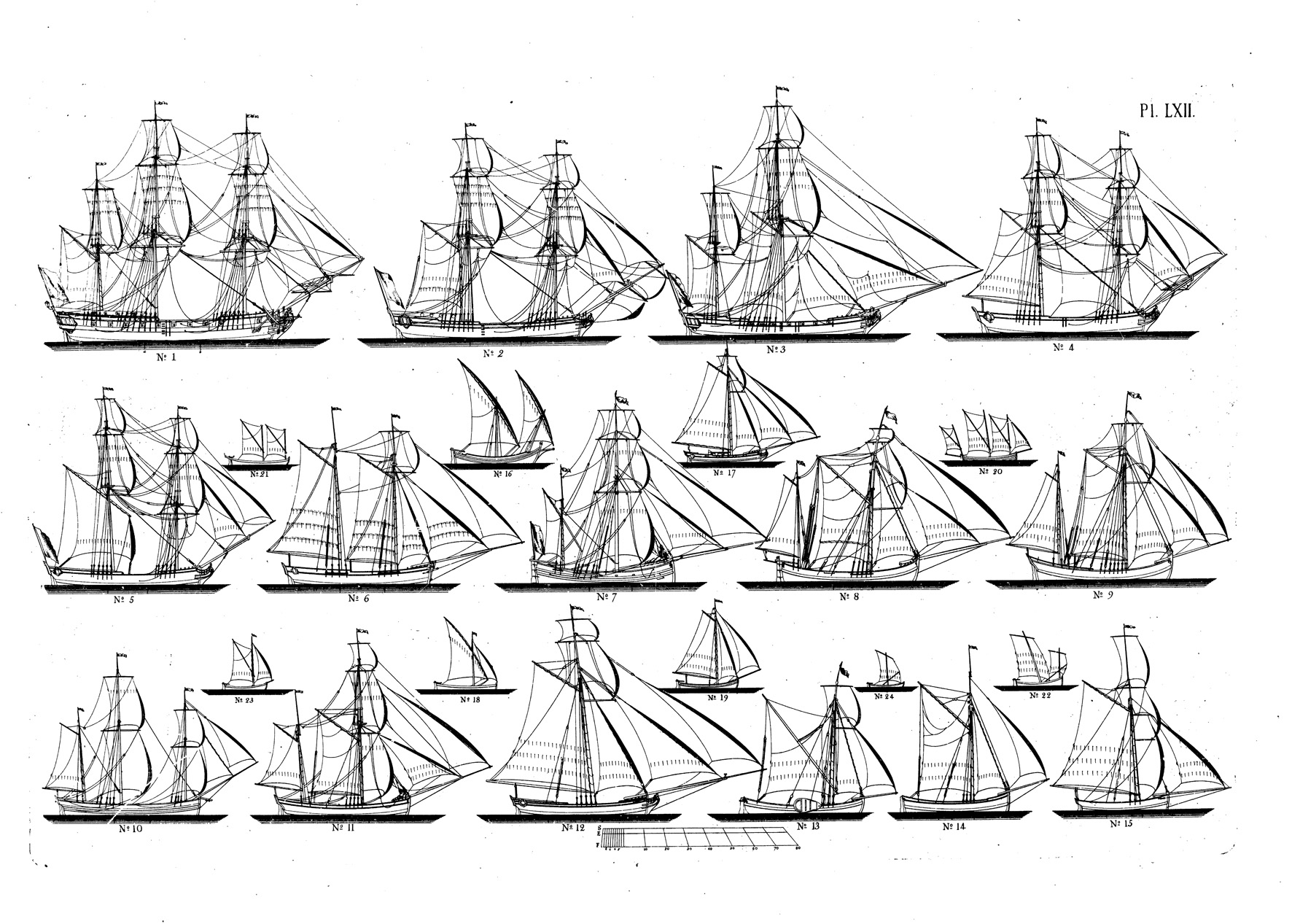
Souhrn typů plachetnic popsaných v Architectura Navalis Mercatoria
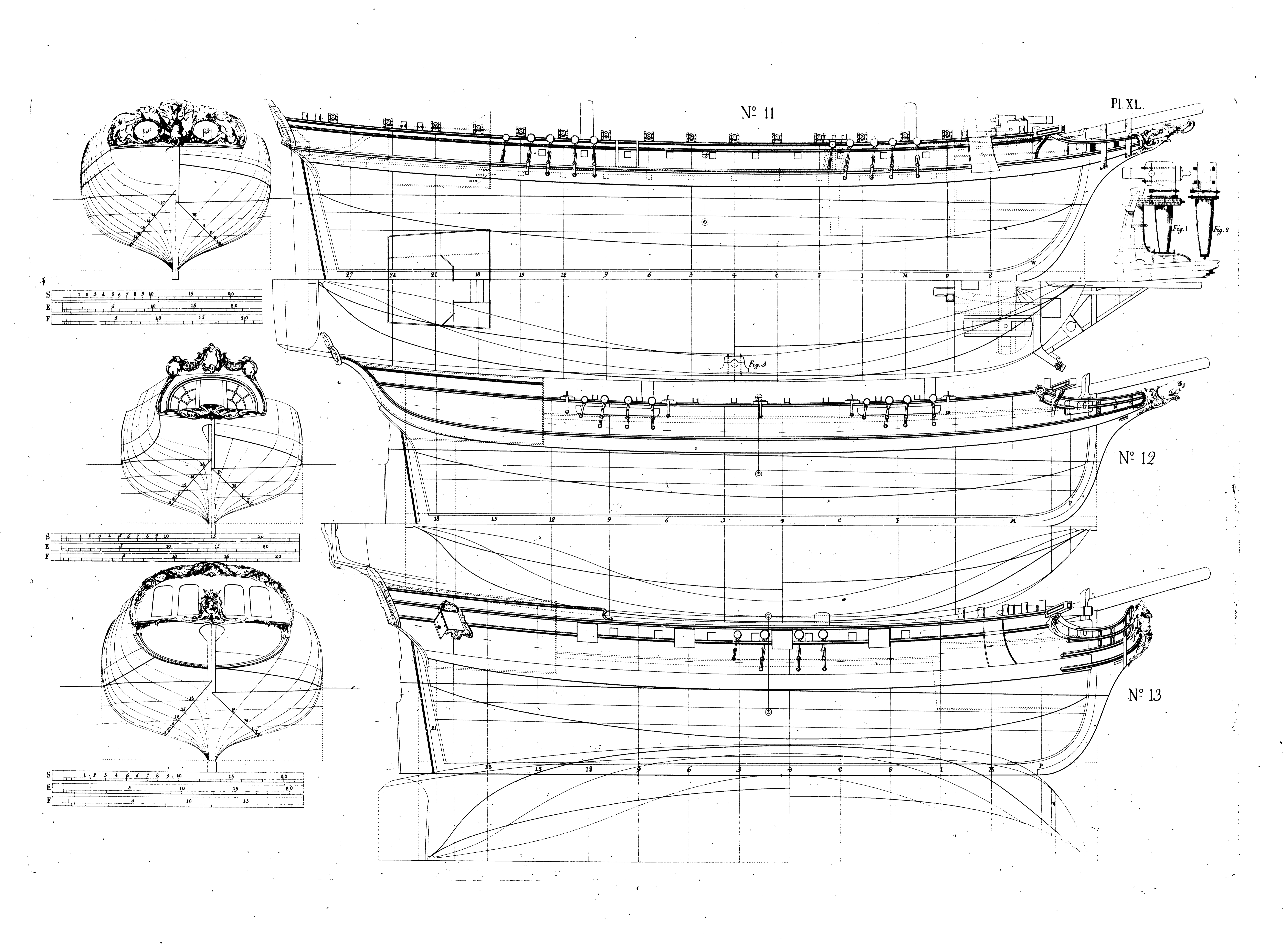
40. list Architectura Navalis Mercatoria – schémata trupů č. 11, 12 a 13
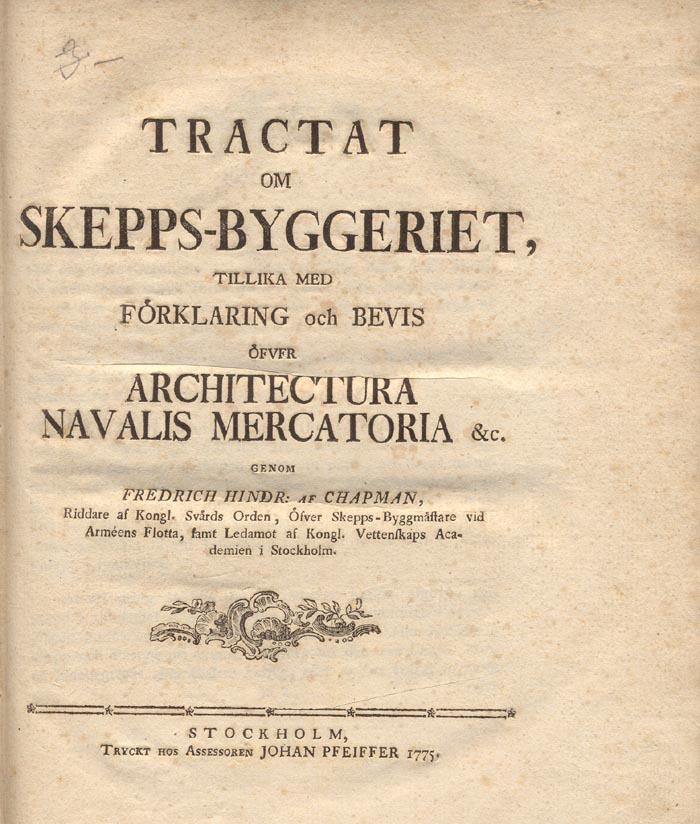
Titulní strana Tractat om Skepps-byggeriet (1775)
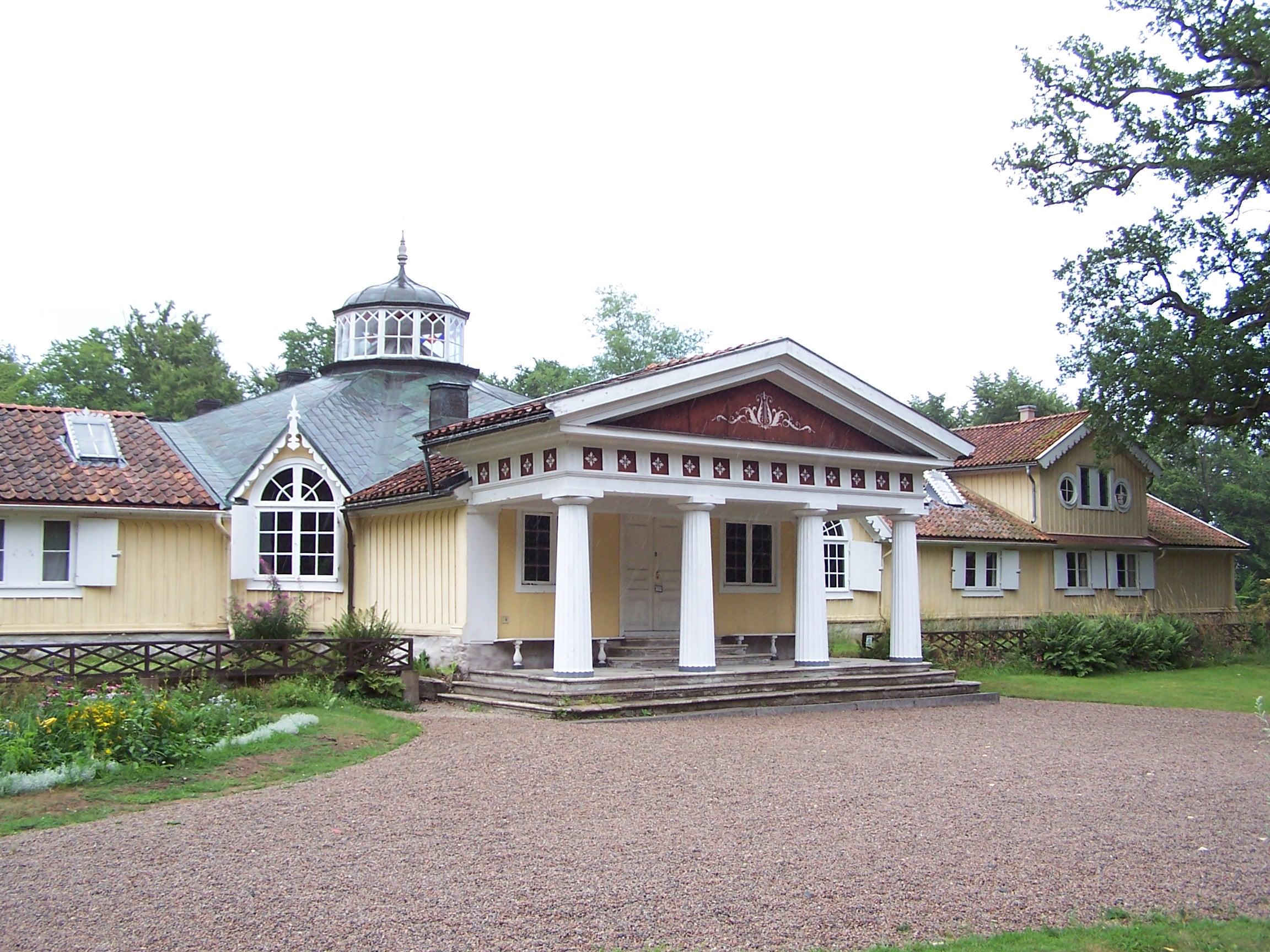
Skärva – af Chapmanova rezidence v Karlskroně (postavená 1785-86)